# På gatan där jag bor (TV-serie)
På gatan där jag bor är en svensk dramaserie som hade premiär på Viaplay den 17 november 2024. Serien bygger på en idé från Mikael Newihl som också skrivit manus. Den är inspirerad av låten "På gatan där jag bor", skriven av Tomas Orup Eriksson och inspelad av Lena Philipsson år 2004. Cecilia Norman Mardell har producerat, medan Lena Koppel regisserat serien. Första säsongen består av sex avsnitt.
Serien var tidigare planerad att ha premiär på Viaplay under 2023, men hade då på grund av ekonomiska problem ännu inte färdigställts.

## Handling
Serien handlar om Nina som fyra år efter att hennes make gått bort nyligen inlett ett förhållande. Nina är omtyckt på gatan där hon bor. Hennes nya förhållande förvånar dock grannskapet, och det sociala samspelet både inom och mellan familjer sätts på prov.

## Rollista (i urval)
- Lena Philipsson – Nina
- Ilkka Villi – Richard
- Ella Fogelström – Alma
- Lukas Wetterberg – Movitz
- Claudia Galli – Moa
- Leif Andrée – Rune
- Kajsa Ernst – Maj
- Joel Spira – Filip
- Tom Ljungman – Theo